# Sama’ Abdulhadi
Sama’ Abdulhadi is een Palestijnse techno-dj.

## Vroege leven
In 1965 werd haar activistische grootmoeder, Issam Abdulhadi, door Israël verbannen. Daarop ging ze zich in Jordanië vestigen. Abdulhadi werd er in 1990 geboren.
Begin jaren 1990 verliepen de vredesonderhandelingen tussen de Israëli's en Palestijnen een tijd vlot. Daarom mocht de familie Abdulhadi naar de bezette Westelijke Jordaanoever terugkeren.
Abdulhadi's vader, Saad Abdulhadi, is een uitgever en evenementenorganisator, en haar moeder, Samira Hulaileh, beheert een vereniging voor zakenvrouwen. Op jonge leeftijd slaagde Abdulhadi er met de hulp van haar grootmoeder in om van haar schooldirecteur toelating te krijgen om een voetbalclub op te richten. Ze zou later nog in de nationale ploeg spelen. Als tiener organiseerde ze evenementen met hiphop en breakdancewedstrijden.

## Techno
Begin jaren 2000 begon Abdulhadi te dj'en. Ze gebruikte haar vaders apparatuur om op feestjes van vrienden muziek te spelen. In 2008 kwam ze in Beiroet in contact met het technogenre. Ze kon er de stress van de intifada in kwijt en wilde dat delen. Abdulhadi begon een technoscene in Ramallah uit te bouwen. Ze studeerde ondertussen sounddesign in Amman en Londen en werkte als geluidstechnicus in Cairo en Parijs.
Langzaamaan bouwden Abdulhadi en haar vrienden de technoscene in Ramallah uit. Ze richtten een collectief op om nieuwe dj's op te leren. Een restaurant werd tot club omgebouwd. De plaatselijke technoscene kreeg beetje bij beetje internationale bekendheid. Abdulhadi's echte doorbraak vond plaats toen ze in 2018 voor het online muziekproject Boiler Room optrad. Ze probeert haar bekendheid te gebruiken om de technoscene uit het Midden-Oosten meer bekendheid te geven.

## Nabi Musa
Dankzij haar stijgende internationale bekendheid verkreeg Abdulhadi van het ministerie van toerisme van de Palestijnse Autoriteit de toestemming om nabij Nabi Musa een evenement te filmen. Nabi Musa is een bedevaartsoord. Een voormalig rehabilitatiecentrum werd er omgebouwd tot toeristisch centrum met hostel en plaats voor evenementen. De plaatselijke bevolking vond het evenement echter een aanslag op haar identiteit en het werd stilgelegd.
Abdulhadi werd acht dagen in de gevangenis opgesloten vanwege de ontheiliging van een religieuze plaats. Er hangt haar een gevangenisstraf van twee jaar boven het hoofd. Hoewel ze meestal in Frankrijk verblijft mocht ze Palestina enkele maanden niet verlaten.